# 博索姆弗里霍縣
博索姆弗里霍縣（英語：Bosome Freho District）為迦納阿散蒂大區轄下的一縣。其區域面積577.3平方公里，2021年人口62,259人。阿西瓦（Asiwa）為該縣的首府。此縣係由時任迦納總統約翰·阿吉耶庫姆·庫福爾於2008年2月29日下的政令中從東阿曼西縣（今貝夸伊區）東部分出新設。

## 外部連結
- . Statoids.
- GhanaDistricts.com